# Peter Rusnák
Peter Rusnák (* 6. září 1950, Humenné) je slovenský řeckokatolický duchovní, od roku 2008 první eparcha bratislavský.

## Život
Kněžské svěcení přijal 14. června 1987 v Prešově. Roku 1990 se stal spirituálem v řeckokatolického kněžského semináře v Prešově, kde do roku 2003 vyučoval pastorální teologii a homiletiku. V letech 1995–1998 působil jako biskupský vikář a kancléř eparchiální kurie prešovské eparchie. Od roku 1998 byl farářem v Bardějově a od roku 2003 v Bratislavě.
Papež Benedikt XVI. jej 30. ledna 2008 jmenoval eparchou nové vzniklé bratislavské eparchie. Biskupské svěcení přijal v Prešově dne 16. února 2008 z rukou kardinála Josefa Tomka. Spolusvětitely byli biskupové Ján Babjak a Milan Chautur. Jako biskupské heslo si zvolil větu „Marana-tha!“ (česky Pane, přijď!). Do úřadu byl slavnostně uveden dne 9. března 2008. Ve slovenské biskupské konference stoji v čele Rady pro laická a apoštolská hnutí.
Dne 25. dubna 2022 jej papež František po odstoupení Jana Babjaka jmenoval apoštolským administrátorem sede vacante prešovské archeparchie, kterým byl do roku 2024, kdy se arcibiskupem stal Jonáš Maxim.